# 風船太郎
風船太郎（ふうせんたろう、1968年7月13日 - ）は、岐阜県揖斐郡池田町出身の大道芸人である。本名は香田 英一（こうだ えいいち）。

## 略歴・人物
岐阜県立大垣北高等学校を卒業後、静岡大学工学部機械工学科に進学。静岡大学在学中にワーキング・ホリデー制度でカナダへ行った際にジャグリングと出会う。大学卒業後、サラリーマン等の職歴を経て、2000年4月に大道芸人Ichiとして活動を開始し、2003年10月に現在の芸名に改名した。2005年2月に揖斐郡池田町に有限会社風船太郎を設立（2020年3月9日に株式会社化）、現在は愛車の風船太郎号で仕事に駆けつけ、パフォーマンス等を行うほか、バルーンデコレーション等の風船を使った演出等も行っている。なお「風船太郎」は株式会社風船太郎の登録商標である。
主な芸は巨大バルーンに自らが入り、バルーンから頭や手足だけを出して、脚立の上に飛び乗ったりするパフォーマンスである。東京都のヘブンアーティストライセンスの他、大阪や名古屋でもライセンスを取得しているれっきとした大道芸人なのだが、TBS『あらびき団』ではむしろ失敗し、醜態を晒すのが定番になっている。テレビ朝日『『ぷっ』すま』の「芸能界ビビリ王決定戦」に仕掛け人として登場した際も、仕掛け人を演じている際は風船が割れなかったが、出番終了後に「『あらびき団』見てます」と声をかけられてから即座に風船が割れている。
キャッチコピーは「あなたのハートにバンバンバルーン」。これは公式ウェブサイトのバナーにも書いてある他、『あらびき団』出演時の芸人紹介の際にもフキダシで表示されている。2010年には同番組での「だるま落とし」の映像が第二回沖縄国際映画祭の「World Wide Laugh」部門でグランプリを獲得した。さらに、同年5月4日放送の日本テレビ『欽ちゃん&香取慎吾の第84回全日本仮装大賞』において、黄色い風船を用いてオスカー像を演じ、準優勝を獲得した。
2011年にも沖縄国際映画祭に『BALLOON MAN the CHALLENGE』の映像を出品。グランプリ2連覇達成を果たした。なお獲得した賞金は東日本大震災の義援金に寄付した。
以前は中肉中背の体型であったが2009年頃から伯父の影響（前述の『あらびき団』で肉体を見せる機会が増えたことも動機）でボディビルに没頭し、肉体改造に成功。2009年、2015年に実施された岐阜県ボディビル大会で入賞も果たしている。

## 「あらびき団」における風船太郎
TBSの『あらびき団』に準レギュラーのような扱いで登場している。最初こそ、巨大風船に入ってパフォーマンスを見せる、つまりお笑い担当ではない大道芸人として登場したが、2回目に出演した際、フィニッシュ時にまさかの転倒で巨大風船が割れて「ホルモンむきだし（ライト東野談）」になってしまった。それ以降はリベンジと称して新たなパフォーマンスに挑戦しては無様に「ホルモンむきだし」で終わる事を繰り返し、「失敗王子」の二つ名をつけられている。
彼のパフォーマンス時は、レフト藤井が声も上げられないほどの爆笑で画面から消えてしまい、復活した藤井（場合によっては東野）が「もう1回！」と懇願してリプレイされるというのがお約束のようになっている。
なお、『あらびき団』の中でリプレイされるほとんどが風船太郎のパフォーマンスである。
ダウンタウンの浜田雅功がゲストとして登場した際、唐突に風船が割れることで笑いを生む風船太郎パフォーマンスに対して「きたないよー」、「あれは笑うやろ」とコメントしている。東野や藤井と違い、あらびき芸人のネタに対してほとんど笑うことがなかった浜田を笑わせた数少ない人物である。

## 出演

### テレビ番組
- あらびき団（TBSテレビ系列） - あらびき芸人（準レギュラーのような扱い）として出演している。
- クイズ!紳助くん（朝日放送テレビ） - 過去になにわ突撃隊が取材。
- 『ぷっ』すま（テレビ朝日系列、2008年12月23日放送分） - 「芸能界ビビリ王決定戦」に仕掛け人として登場。
- 快傑えみちゃんねる（関西テレビ、2009年1月2日）
- 欽ちゃん&香取慎吾の第84回全日本仮装大賞（日本テレビ系列、2010年5月4日） - 準優勝（本名の「香田英一」で出場）
- EXE（TBSテレビ系列、2010年4月25日） - 『EXILE Presents VOCAL BATTLE AUDITION2 ～夢を持った芸人達へ～』
- いきなり!黄金伝説。（テレビ朝日系列、2011年2月3日）
- なるほど!ハイスクール（日本テレビ系列）
- 金曜スーパープライム「世界☆ドリームワーク～カラダを張って稼ぐぞSP～」（日本テレビ系列、2011年5月13日）
- SKE48 ムスメにいかが!?（東海テレビ、2013年2月8日）
- パパパパラビ!（TBSテレビ、2018年7月5日）（テレビ東京、2018年7月6日） - あらびき芸人として出演[6]。
- 魔法×戦士 マジマジョピュアーズ! 第27話（テレビ東京、2018年9月30日）- 本人役
- 水曜日のダウンタウン（TBSテレビ系列、2022年2月9日） - VTR出演

### CM
- パチンコ&スロット ビクトリア(北海道ローカル)
- music.jp（2009年8月・KinKi Kids主演バージョン演技指導）
- イエローハット（2009年11月・演技指導）